# Ново-Деревенское кладбище (Пушкино)
Ново-Деревенское кладбище расположено на северо-восточной окраине подмосковного города Пушкино в микрорайоне Новая Деревня, между Ярославским и Старо-Ярославским шоссе.

## Описание
Кладбище было основано в начале 1950-х годов. В настоящее время его площадь составляет 35 гектаров. Кладбище находится в живописном хвойном лесу, не имеет изгороди и точных границ. В ста метрах расположен православный храм св. Александра Невского, где происходит отпевание усопших, и Сретенская церковь. В северной части кладбища находится Аллея Славы и колумбарий — «стены скорби» с нишами для захоронений урн с прахом.
Кладбище открыто для посещений ежедневно с мая по сентябрь с 9 часов до 19 часов и с октября по апрель с 9 часов до 17 часов. Захоронения на кладбище производятся ежедневно с 9 часов до 17 часов. В настоящее время кладбище открыто для новых захоронений, родственных захоронений и захоронения урн в землю.

## Галерея

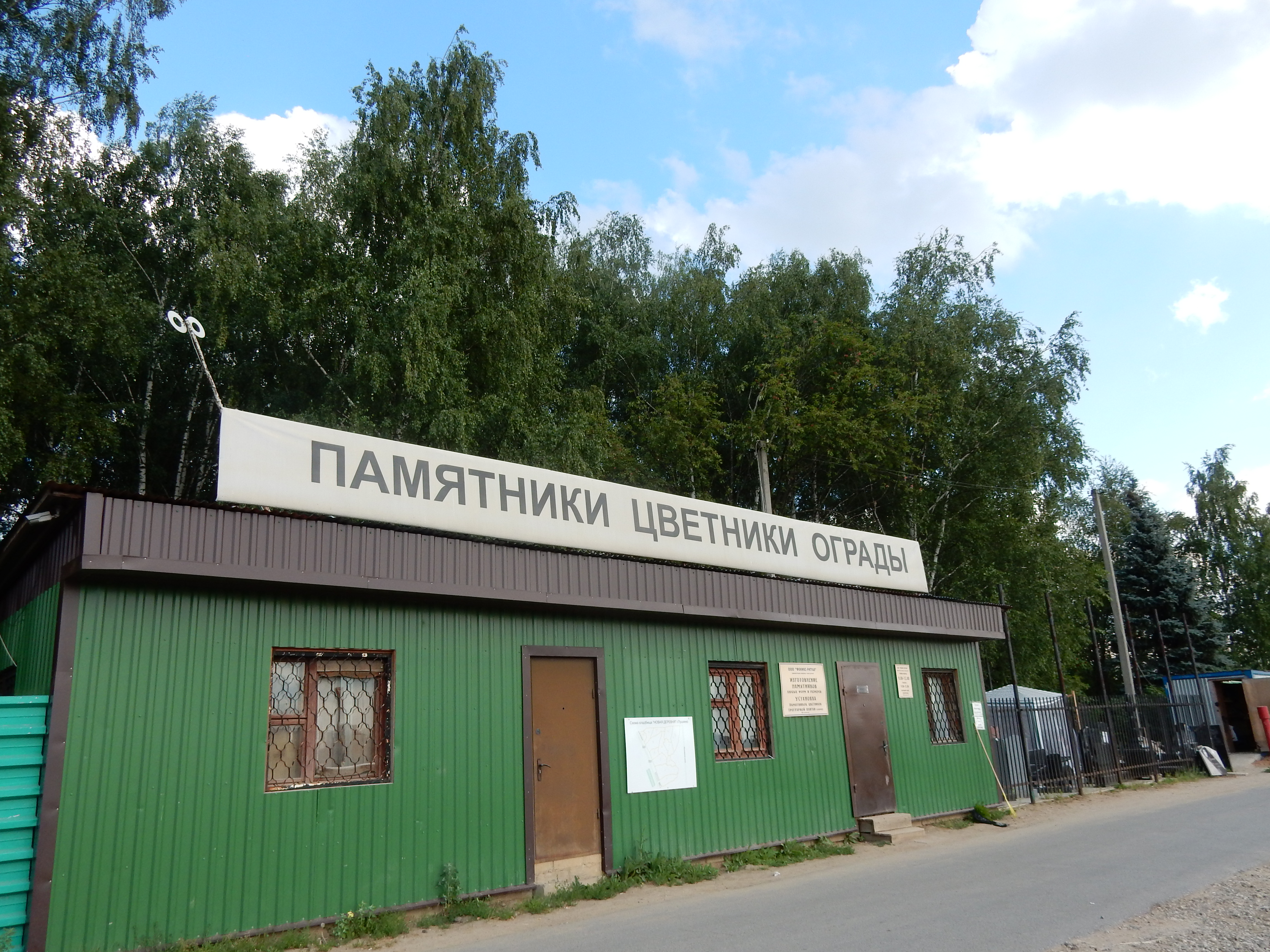
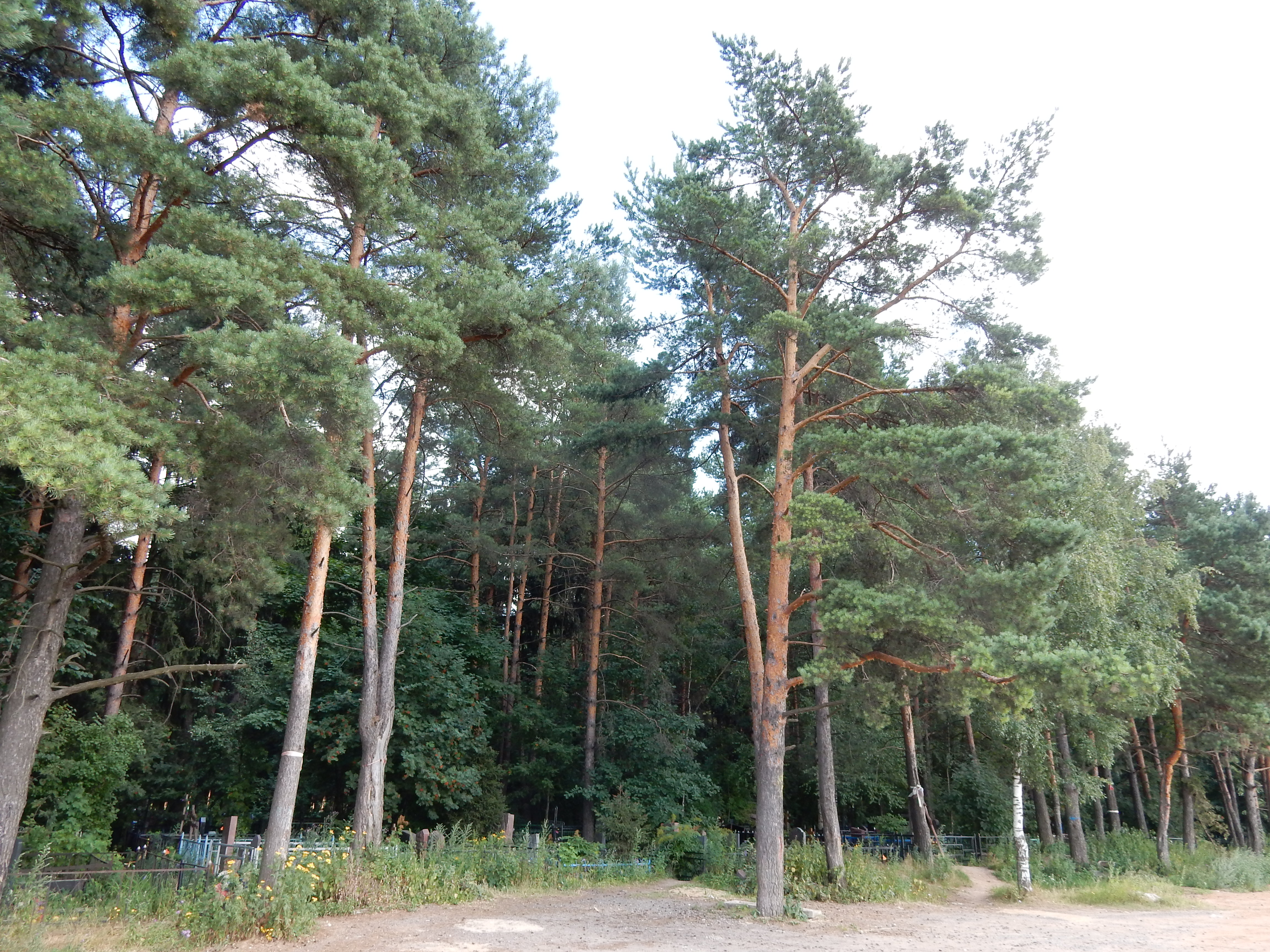
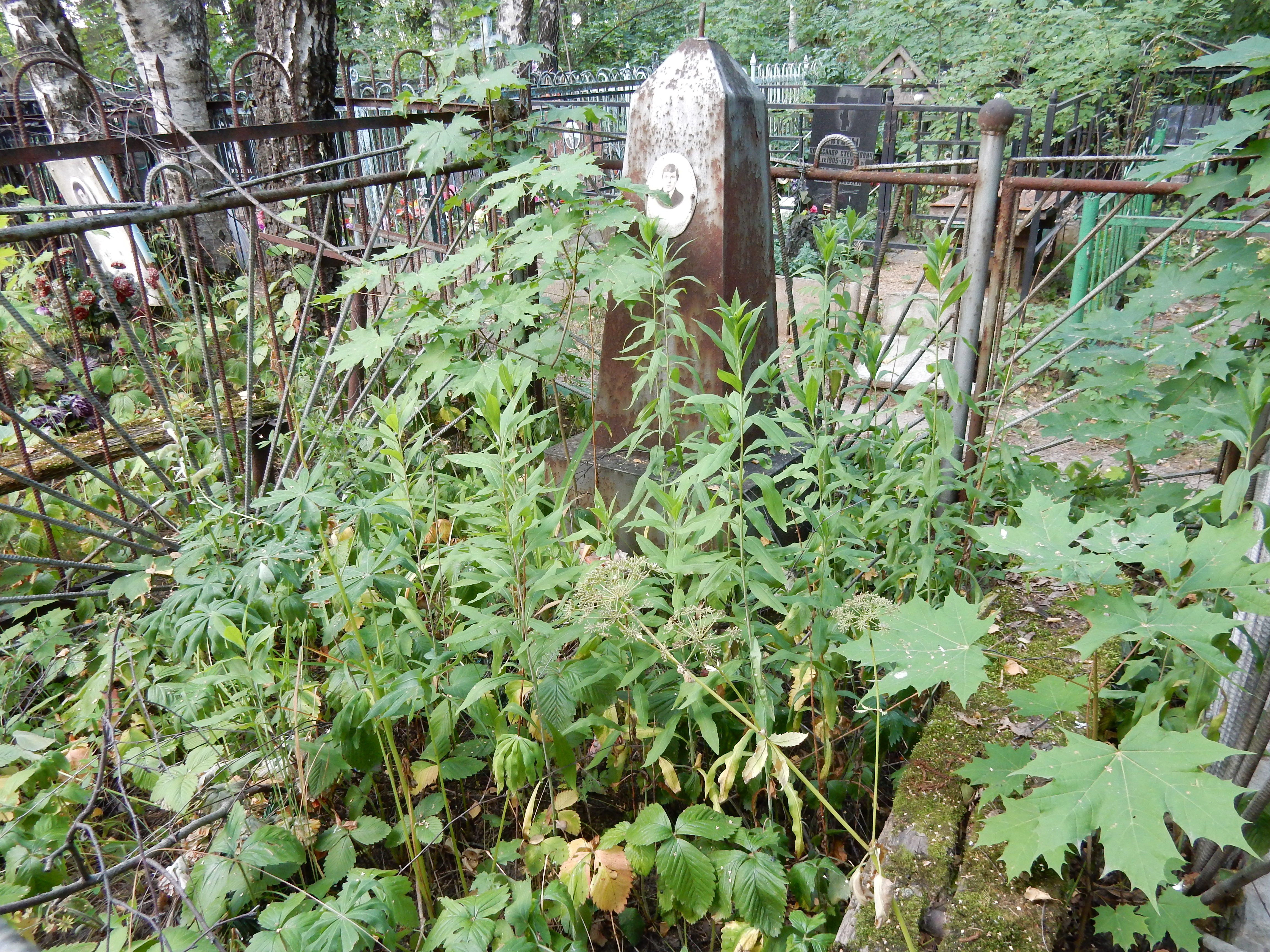

## Транспорт
До кладбища можно добраться автобусами № 14, 24, 28, 35 или маршрутными такси № 6, 48к, 52к и 60 от железнодорожной станции «Пушкино» Ярославского направления МЖД до остановки «Новая Деревня».

## Известные люди, похороненные на кладбище
- Онуфриенко, Григорий Денисович (1916—1998), Герой Советского Союза[1]
- Марков, Дмитрий Александрович (1982—2024) — российский фотограф-документалист.
- Миллер, Николай Андреевич-Абрамович (1922—1993), советский и российский художник, скульптор.
- Мякишев, Иван Спиридонович (1927—2007), Герой Советского Союза[2].
- Борисенко, Алексей Андреевич (1930—2004), лауреат Государственной Премии СССР, генеральный директор Завода экспериментального машиностроения Ракетно-космической корпорации «Энергия», заместитель директора ЗЭМ РКК «Энергия», главный консультант РКК «Энергия» (Московская область, город Королёв)[3].
- Иванов, Сергей Анатольевич (1941—1999), детский писатель, сценарист[4].
- Матвеев, Виктор Владимирович (1963—2001), Герой Российской Федерации (посмертно), майор милиции, командир СОБР РУБОП при ГУВД Московской области[5].
- Клевцов, Олег Николаевич (1971—2008), советский и российский спортсмен (велоспорт), заслуженный мастер спорта[6].